# Carlos Bilardo
Carlos Salvador Bilardo (ur. 16 marca 1938 w Buenos Aires) – piłkarz argentyński, a później trener reprezentacji Argentyny.

## Początki i kariera piłkarska
Dorastał w rodzinie sycylijskich emigrantów w Buenos Aires. W swoim życiu połączył miłość do piłki nożnej, ze studiami i ciężką pracą. W wakacje wstawał rano by pracować na targu. Karierę piłkarską rozpoczął w klubie San Lorenzo de Almagro. Później przeszedł do drugoligowego Deportivo Español, gdzie został królem strzelców. Następnie przeniósł się do Estudiantes La Plata. Szybko został mianowany kapitanem, a wraz z klubem zdobył tytuł mistrzowski w 1967, trzy razy Copa Libertadores w latach 1968–1970, a także Puchar Interkontynentalny w 1971. W międzyczasie ukończył studia medyczne na uniwersytecie w Buenos Aires. Po zakończeniu kariery piłkarskiej dzielił czas między rodzinę, pracę trenerską (trenował klub Deportivo Cali, a także reprezentację Kolumbii), znalazł nawet czas na praktykę lekarską.

## Kariera trenerska
W 1982 z Estudiantes zdobył tytuł mistrzowski. W tym samym roku został mianowany trenerem reprezentacji. Funkcję tę piastował do 1990. W tym okresie zdobył z drużyną mistrzostwo świata w 1986 i wicemistrzostwo świata w 1990.
Po odejściu z funkcji selekcjonera, trenował Sevilla FC, Bocę Juniors, przez krótki czas reprezentację Libii oraz swój dawny klub Estudiantes.